# Sunnagyn
Sunnagyn, Góry Ałdańsko-Uczurskie (ros. Алдано-Учурский хребет) – pasmo górskie w azjatyckiej części Rosji, w Jakucji; najwyższa część Gór Ałdańskich.
Leżą na prawym (południowym) brzegu Ałdanu, między jego dopływami: Timpton i Uczur; długość pasma ok. 350 km, wysokość do 2243 m n.p.m. Góry zrębowe, zbudowane z prekambryjskich gnejsów, łupków i granitów; wierzchołki spłaszczone; w niższych partiach tajga modrzewiowa, w wyższych limba syberyjska i tundra górska.